# Hedwig Hoss
Hedwig Hoss (o Höß, forma estándar alemana, también Hoeß o Hoess, pronunciado [hœs]) (Neukirch/Lausitz, 3 de marzo de 1908;  Arlington, Virginia, 15 de septiembre de 1989) fue la esposa del comandante del campo de concentración nazi Rudolf Hoss.

## Biografía
Hedwig Hensel nació en Neukirch/Lausitz en 1908,  hija de Ostwald Richard Hensel y Linna Florendine Hensel (de soltera Kremtz). Tenía una hermana y un hermano, el pintor Gerhard Fritz Hensel.
Se casó con Rudolf Hoss, el posterior comandante de Auschwitz, el 17 de agosto de 1929. Hoss había salido de prisión apenas un año antes, donde había cumplido casi cinco años por un asesinato que había cometido contra un camarada del Roßbach Freikorps.  Hoss fue condenado originalmente a 10 años de prisión por lesiones corporales graves y homicidio consumado,  pero fue indultado el 14 de julio de 1928.  Hedwig y Rudolf Hoss eran miembros de la Liga Artaman, una asociación radical de asentamiento étnico del movimiento juvenil alemán, que se incorporó a las Juventudes Hitlerianas en 1934. En el momento de la boda, Hedwig ya estaba embarazada de Klaus, el primer hijo de la pareja, que nació en la recién adquirida finca en Pomerania, Sallentin. 
Juntos tuvieron cinco hijos:
1. Klaus Hoss: nacido el 6 de febrero de 1930, fallecido en Australia el 22 de mayo de 1987.
2. Heidetraud Hoss: nacida el 9 de abril de 1932, fallecida antes de 2020.
3. Inge-Brigitt Hoss: nacida el 18 de agosto de 1933, fallecida en octubre de 2023.
4. Hans-Jürgen Hoss: nacido en mayo de 1937
5. Annegret Hoss: nacida el 7 de noviembre de 1943.

## Estancia en Auschwitz
La familia se mudó en 1940 a la villa de un oficial polaco, que se había terminado de construir poco antes del inicio de la guerra.  Hedwig Hoss, su marido y sus hijos pasaron tres años en esa casa, con un gran jardín justo al lado del campo principal de Auschwitz I, del que la propiedad sólo estaba separada por un alto muro. Desde el segundo piso se podían ver el crematorio y las barracas.
“Rudolf me llama la reina de Auschwitz”, le dijo un día Hedwig a su madre Linna, que había viajado desde Berlín. Ella, a su vez, quedó asombrada por el “jardín paradisíaco”, en el que Hedwig puso todo su amor, además del trabajo de los jardineros y paisajistas polacos que habían sido enviados allí desde el campo de concentración. Las cenizas de los muertos se utilizaban como abono en el jardín. “Niños, laven las fresas para quitar las cenizas”, dijo Hedwig, según Leopold Heger, el chófer del comandante. 
El compromiso maníaco de Hedwig con el “paraíso” que había construido reflejaba su contribución a la colonización y “purificación” de este puesto avanzado en Polonia. Su jardín era un microcosmos de la ideología nazi de “sangre y tierra”, un romanticismo agrario que enmascaraba una apropiación genocida de tierras. 
Rudolf y Hedwig eligieron preferentemente a testigos de Jehová  como esclavos, ya que los consideraban honestos y pacíficos. Entre 15 y 20 prisioneros realizaban trabajos forzados: jardineros, cocineros, conductores, peluqueros, sastres y niñeras. Los prisioneros construyeron para los dos niños un avión de madera y lo empujaron por el espacioso jardín con un estanque, supervisándolos a ellos y a los niños del vecindario mientras chapoteaban en la piscina. Una de las esclavas fue Sophie Stippel, que había jugado con Rudolf en la niñez en Mannheim, y quien la reconoció el 26 de marzo de 1942 en la rampa de Auschwitz. A partir de ese momento, Stippel, portando el número 619, tuvo que cuidar de la cocina y de los niños en la villa del comandante. 
Durante su estancia en la zona de interés de Auschwitz, Hedwig Hoss empleó en su casa a dos costureras polacas que, entre otras cosas, modificaban o reparaban la ropa robada de las víctimas de los campos de concentración. También instaló un taller de costura en los terrenos del campo de concentración, donde las prisioneras tenían que confeccionar principalmente ropa para las esposas de los miembros del personal de las SS. 
Rudolf Hoss comentó en sus memorias sobre la vida de su familia en Ausschwitz: "Mi familia lo pasó bien en Auschwitz. Todos los deseos que tuvieron mi esposa y mis hijos se cumplieron. Los niños pudieron vivir libremente y sin restricciones. Mi esposa tenía su paraíso de flores. Los prisioneros hicieron todo lo posible para ser amables con mi esposa y mis hijos, para mostrarles algún tipo de atención. Probablemente ningún ex preso podrá decir que alguna vez lo trataron mal en nuestra casa. A mi esposa le hubiera gustado dar algo a cada prisionero que tuviera algo que ver con nosotros." 
Stanislav Dubel trabajó como jardinero en el predio de la familia Hoss a partir del 6 de abril de 1942 y fue testigo en el juicio contra Rudolf Hoss en Polonia en marzo de 1947. Declaró que Himmler, durante su primera visita a Auschwitz, habló muy afectuosamente con Hoss y Hedwig, tomó a los hijos de Hoss en su regazo y los niños lo llamaron "Onkel Heini" (tío Heini). Escenas de este tipo se plasmaron en fotografías ampliadas colgadas en las paredes de la casa de los Hoss. Con ocasión de visitas similares. Hedwig organizó suntuosas fiestas, encargándole a Dubel que organizara los alimentos necesarios. Enumeraba los alimentos que necesitaba o le decía que hablara de ello con la cocinera, Sophie. No le daba dinero ni las tarjetas de racionamiento necesarias para hacer la compra, sino que él debía contrabandear los productos para evitar gastos, cosa que Dubek hacía por intermedio de su amigo Adolf Maciejowski, que era kapo en uno de los almacenes de alimentos de los prisioneros, quien lo contactaba con el jefe de ese almacén, el SS-Unterscharführer Schebeck. Dubel mencionó también que Hedwig cambió la ropa interior destinada a las prisioneras empleadas en su casa. La ropa interior, procedente de los almacenes, había sido robada a mujeres judías gaseadas y era entregada a las sirvientes de vez en cuando. Hedwig odiaba todo lo que tenía que ver con Polonia y solía decir: "„Die Polen [...] sind nur dazu da um zu arbeiten bis zum verrecken” ("Los polacos sólo están aquí para trabajar hasta morir"). 
En 1942, Rudolf Höss tuvo una relación con la reclusa Nora Mattaliano-Hodys (Eleonore Hodys).  Cuando quedó embarazada de él, fue aislada en “Kommandanturarrest”. El juez de las SS Konrad Morgen, que investigaba la malversación de fondos en Auschwitz, estaba convencido de que Hoss también había ordenado condiciones de prisión más estrictas en celda permanente y privación de alimentos para matar a Hodys y encubrir la relación. Hodys, después de ser puesta en libertad, tuvo un aborto.  Morgen declaró después del final de la guerra que había sacado a Hodys del búnker para proporcionarle una especie de protección como testigo: físicamente debilitada y enferma, a finales de julio de 1944 la llevó a una clínica de Múnich para su convalecencia, hasta que finalmente pudo ser interrogada por Morgen en octubre de 1944 sobre los acontecimientos en el campo de Auschwitz.Cuando Hoss y Hodys se enfrentaron en 1944, Hoss negó haber conocido las condiciones carcelarias más estrictas. Dado que la investigación se detuvo a instancias de Himmler, este asunto quedó sin aclarar: Konrad Morgen repitió la acusación en el primer juicio de Auschwitz en Fráncfort de que Hoss tenía la intención de dejar morir de hambre a la mujer. 

## Período de posguerra

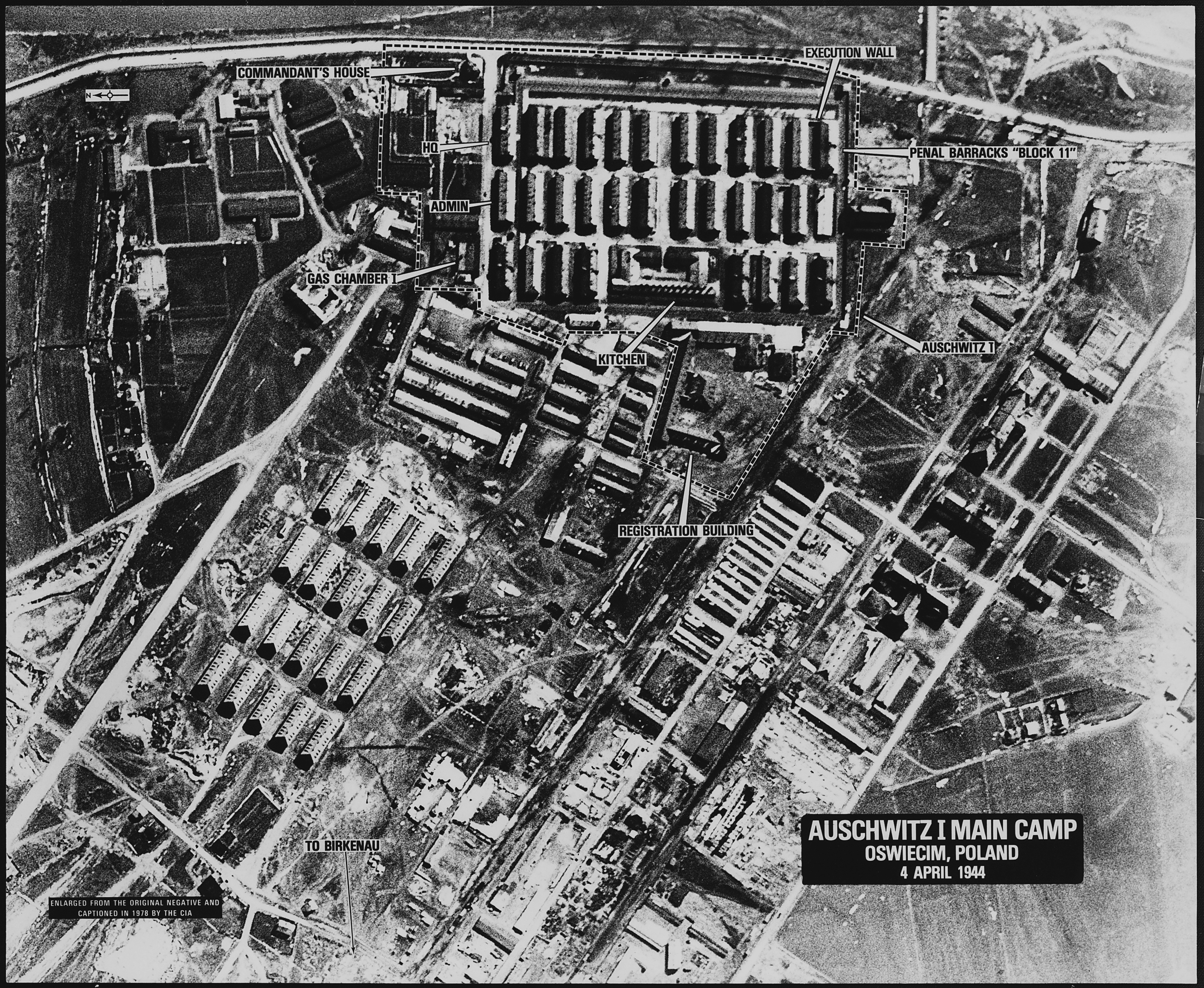
Foto de reconocimiento aéreo de Auschwitz del 4 de abril de 1944 con la ubicación de la casa del comandante del campo (en la imagen de arriba)

Después del final de la guerra, Rudolf Hoss logró escapar a Flensburgo a través de la ratline en mayo de 1945. Colocó a su esposa y a sus cinco hijos en una fábrica de azúcar en Sankt Michaelisdonn. Se creó una nueva identidad bajo el nombre de "Franz Lang" en la Kriegsmarine en la Academia Naval de Mürwik. Fue localizado por investigadores británicos dirigidos por Hanns Alexander,  un joven judío que había huido de Berlín a Londres; después de que amenazaran a Hedwig con deportar a su hijo Klaus a Siberia, ella reveló dónde estaba su marido.  Hoss fue detenido por la policía militar británica el 11 de marzo de 1946 en Gottrupel (cerca de Flensburgo), donde trabajaba como jardinero.  Compareció como testigo en los Juicios de Núremberg. Fue extraditado a Polonia, donde fue juzgado del 11 al 29 de marzo de 1947. La sentencia de muerte se ejecutó el 16 de abril de 1947 en los terrenos del campo principal de Auschwitz.
En los Juicios de Auschwitz en Fráncfort el 19 de noviembre de 1964 Hedwig Hoss fue entrevistada como testigo, donde afirmó que vivía como ama de casa en Ludwigsburg y no se acordaba de lo sucedido en Auschwitz. 
En los primeros años después de la guerra, los niños no sabían dónde estaba su padre. Klaus Hoss fue a Stuttgart y trajo consigo a su madre y a sus hermanos. Posteriormente emigró a Australia con su esposa Lisolet, trabajó para una aerolínea y vivió con su familia en Sídney, donde murió a principios de 1986 a consecuencia del alcoholismo. Inge-Brigitt Hoss aprendió el oficio de sombrerera y se mudó a España durante la época franquista, donde fue descubierta por Cristóbal Balenciaga como modelo, y conoció a su futuro marido, un estadounidense, con quien fue a los Estados Unidos y trabajó durante muchos años en una boutique de moda de propiedad judía en Washington D. C. Luego vivió en Arlington, Virginia. En una entrevista el 16 de diciembre de 2021 Inge-Britt manifestó que Rudolf había sido un padre maravilloso y que "No creo que supiera en qué se metía cuando empezó. Porque muchas veces estuvo muy infeliz. Y cuando hablé con mi mamá después de que pasó todo esto, ella me dijo que era un hombre muy infeliz”. 
Hans-Jürgen se convirtió a los testigos de Jehová y perdió el contacto con la familia. Se casó con Irena Pauli, quien provenía de una familia rural adinerada que vivía cerca de Stuttgart. Tuvieron dos hijos, Kai (Walheim, febrero de 1962) y Rainer.  Hans-Jürgen vivió hasta su fallecimiento en una casa en el Mar Báltico. Kai Hoss vive en una modesta casa en las afueras de Stuttgart con su segunda esposa, Rahma, originaria de Filipinas, a quien conoció en Indonesia, tienen cuatro hijos. 
Hedwig Hoss murió el 15 de septiembre de 1989 mientras visitaba a su hija Inge-Brigitt en Arlington. Fue incinerada y enterrada anónimamente en un cementerio del condado. La lápida tiene una única inscripción: "Mutti" (mamá). 

## Adaptaciones cinematográficas

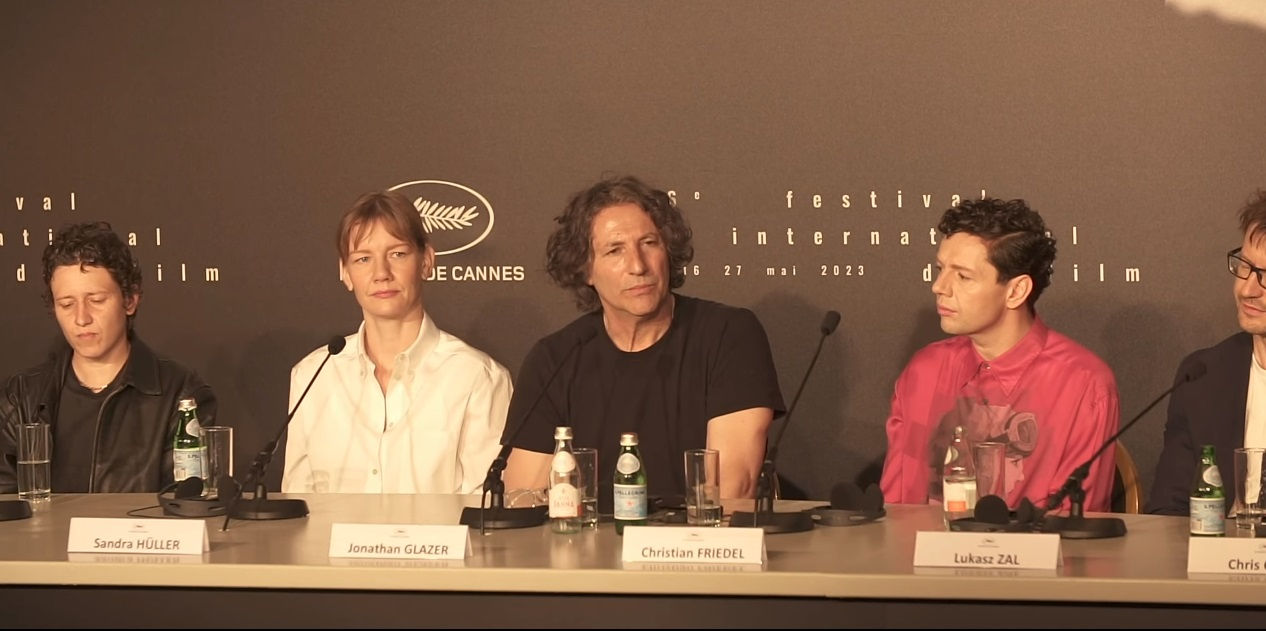
El equipo de filmación en la rueda de prensa de Cannes (en el centro: Sandra Hülser, Jonathan Glazer y Christian Friedel)

- En el largometraje de Jonathan Glazer The Zone of Interest (2023), la actriz Sandra Hülser asumió el papel de Hedwig Hoss. Christian Friedel interpretó a Rudolf Hoss. La película fue estrenada el Festival de Cannes en donde compitió por la Palma de Oro, [32] fue candidata a tres categorías en los Premios Globos de Oro, incluida a la mejor película dramática y recibió un total de nueve nominaciones en los Premios BAFTA en donde finalmente recibió galardones en la categoría de a la mejor película británica (para Glazer), mejor sonido (para Johnnie Burn y Tarn Willers) y mejor película de habla no inglesa (en representación del Reino Unido, coproducida en Polonia y Estados Unidos), [33] Sandra Hüller fue nominada como mejor actriz de reparto. Además, recibió cinco candidaturas en los Premios Óscar, incluyendo mejor película y mejor director para Glazer. [34]En la película se muestra a una muchacha dejando manzanas para los prisioneros del campo de concentración por la noche. [35] Se trata de Aleksandra Bystroń-Kołodziejczyk (26 de julio de 1927 - 16 de septiembre de 2016) que fue miembro de la resistencia polaca durante la Segunda Guerra Mundial y testigo del Holocausto. [36] [37] [38]La casa utilizada como escenario de la película era la casa en la que había vivido, y la bicicleta y el vestido de la película eran suyos. [39]Las escenas nocturnas en las que aparece su personaje fueron rodadas utilizando una cámara termográfica militar de alta resolución, haciendo que su personaje brille en la oscuridad. [40]
- La muerte es mi oficio (alemán: Aus einem deutschen Leben) es una película alemana de 1977, basada en un guion del director Theodor Kotulla y protagonizada por Götz George en el papel principal. [41]  El guion está basado en la novela francesa La mort est mon métier (La muerte es mi oficio) de Robert Merle, [42] que fue publicada en 1952 (edición en inglés: Death Is My Trade). Al igual que la novela, la película se basa en parte en los interrogatorios del proceso contra Rudolf Hoss, así como en sus notas autobiográficas. Hoss escribió esas notas primero durante su estancia como prisionero de guerra británico y luego, después de su extradición, como prisionero polaco en 1946/47, antes de ser ejecutado como criminal de guerra. En lugar de utilizar el nombre de Rudolf Hoss, cuya vida sirvió de modelo para la película, se utiliza el seudónimo de Franz Lang, para mantener su anonimato. El verdadero Rudolf Hoss se ocultó trabajando como barquero después de la Segunda Guerra Mundial usando ese nombre falso hasta que fue desenmascarado y arrestado en 1946.  El papel de Else Lang (Hedwig Hoss) es interpretado por la actriz alemana Elisabeth Schwarz. [43]  Durante una comida con el jefe del campo de concentración de Chelmno, Else descubre lo que está pasando en el campo y cuando confronta a Franz, él se defiende diciendo que es su deber. No contradice a su esposa cuando ella supone que él también mataría a sus hijos si se lo ordenaran. incluso admite que lo haría. Sostiene que no es responsable de lo que hace en el campo, ya que sigue órdenes de sus superiores.